# Lukáš Krpálek
Lukáš Krpálek (Jihlava, 1990. november 15. –) cseh cselgáncsozó.  Európa-bajnok, olimpiai aranyérmes, világbajnok. Az egyik legsikeresebb cseh a cselgáncs történelmében.

## Családja
Nős, egy fiú, Antonin, apja. Bátyja, Michal, szintén cselgáncsozó.

## Sikerei
2014-ben Európa-bajnok, 2016-ban olimpiai aranyérmes  volt. 2019-ben világbajnoki címet nyert.